# Marquise de Gange
La Marquise de Gange, ou Les Trois Frères, d'Eugène Cantiran de Boirie et Léopold Chandezon est un mélodrame historique en 3 actes et en prose, tiré des Causes Célèbres, représenté au théâtre de la Gaité, le 18 novembre 1815.
La scène se passe au château de Gange, en Languedoc, près de Montpellier.

## Personnages
- Le Marquis de Gange : riche Seigneur de Provence.
- Ernestine de Rossan : veuve du Marquis de Castella, épouse en secondes noces du Marquis de Gange.
- Alfred de Gange : Chevalier de Gange, frère du Marquis.
- Le Président de Gange : Frère du Marquis.
- Le Duc de Roquelaure : Ami du Marquis et allié de la famille de Castella.
- Victorin : fils naturel du premier époux de la Marquise.
- Antoinette : femme de chambre de la Marquise.
- Thomas : Concierge du Château.
- Forster : Suisse du Château.
- Seigneurs et Dames des environs.
- Garde-chasse, Valets, etc.
- Villageois et Villageoises.
- Suite de Roquelaure